# Hjälmseryds socken
Hjälmseryds socken i Småland ingick i Västra härad i Njudung, ingår sedan 1974 i Sävsjö kommun i Jönköpings län och motsvarar från 2016 Hjälmseryds distrikt.
Socknens areal är 161,01 kvadratkilometer land. År 2000 fanns här 1 333 invånare. Tätorten Rörvik samt kyrkbyn Hjälmseryd med sockenkyrkan Hjälmseryds kyrka och sju kilometer norr därom Hjälmseryds gamla kyrka ligger i socknen.

## Administrativ historik
Hjälmseryds socken har medeltida ursprung.
Vid kommunreformen 1862 övergick socknens ansvar för de kyrkliga frågorna till Hjälmseryds församling och för de borgerliga frågorna till Hjälmseryds landskommun. Landskommunen utökades 1952 innan den 1974 uppgick i Sävsjö kommun. Till Hjälmseryds jordebok överfördes 9 november 1883 från Stockaryds socken de redan till kyrksocknen hörande 1 mantal Hillavara och 1/4 mantal Hillatorp samt 1/4 mantal Hanaryd. 8 augusti 1924 överfördes en del av Ljungåsa till Jönköpings län från att tidigare legat i Kronobergs län.
Den 1 januari 1947 (enligt beslut den 1 mars 1946) överfördes ett område med 480 invånare samt omfattande 5,74 km², varav 5,14 km² land, bestående av hemmanen Ljungsåsa och Boo samt den del av Lammhult som låg i Jönköpings län från Hjälmseryds socken till Aneboda socken i Kronobergs län. 1958 överfördes Stockarydsdelen av Rörviks samhälle till Hjälmseryds socken vilket tillförde cirka 500 personer.
Församlingen uppgick 2019 i Stockaryds församling.
1 januari 2016 inrättades distriktet Hjälmseryd, med samma omfattning som församlingen hade 1999/2000.  
Socknen har tillhört samma fögderier och domsagor som Västra härad. De indelta soldaterna tillhörde Kalmar regemente, Västra härads kompani, och Smålands grenadjärkår, Livkompanit.

## Geografi
Hjälmseryds socken ligger öster om sjön Rusken med Allgunnen i sydost som bildar en del av gränsen mot Kronobergs län. Socknen är skogrik och speciellt i söder kuperad och sjö- och mossrik.

## Fornlämningar
En boplats från stenåldern, några gravrösen från bronsåldern och några järnåldersgravfält finns här, liksom tre offerkällor, vid Björken, Lövfällan och Möckelhult.

## Namnet
Namnet (1300 Hialmared), taget från kyrkbyn, innehållet ett förled som tolkats som hjälm, tak, eller ett mansnamn. Efterledet är ryd, röjning.

### Fotnoter
1. 1 2 3  Sjögren, Otto (1931). Sverige geografisk beskrivning del 2 Östergötlands, Jönköpings, Kronobergs, Kalmar och Gotlands län. Stockholm: Wahlström & Widstrand. Libris 9939
2. 1 2  Harlén, Hans; Harlén Eivy (2003). Sverige från A till Ö: geografisk-historisk uppslagsbok. Stockholm: Kommentus. Libris 9337075. ISBN 91-7345-139-8
3. ↑   (PDF) Folkräkningen den 31 december 1950, I, Areal och folkmängd inom särskilda förvaltningsområden m.m., Tätorter. Stockholm: Statistiska centralbyrån. 1952-05-19. sid. 28. Arkiverad från originalet den 1 oktober 2014. https://www.webcitation.org/6T09ZkyrB?url=http://www.scb.se/Grupp/Hitta_statistik/Historisk_statistik/_Dokument/SOS/Folkrakningen_1950_1.pdf. Läst 9 oktober 2014 Arkiverad 29 oktober 2013 hämtat från the Wayback Machine.
4. ↑  ”Förteckning (Sveriges församlingar genom tiderna)”. Skatteverket. 1989. http://www.skatteverket.se/privat/folkbokforing/omfolkbokforing/folkbokforingigaridag/sverigesforsamlingargenomtiderna/forteckning.4.18e1b10334ebe8bc80003999.html. Läst 17 december 2013.
5. ↑  ”Församlingar”. Statistiska centralbyrån. https://www.scb.se/hitta-statistik/regional-statistik-och-kartor/regionala-indelningar/forsamlingar/. Läst 30 december 2022.
6. ↑  Administrativ historik för Hjälmseryd socken (Klicka på församlingsposten). Källa: Nationella arkivdatabasen, Riksarkivet.
7. ↑  Indelta soldater, torp och rotar i Jönköpings län Arkiverad 24 januari 2012 hämtat från the Wayback Machine. Jönköpingsbygdens Genealogiska Förening
8. 1 2 3  Nationalencyklopedin
9. 1 2  Svensk Uppslagsbok andra upplagan 1947–1955: Hjälmseryd socken
10. ↑  Fornlämningar, Statens historiska museum: Hjälmseryds socken
11. ↑  Fornminnesregistret, Riksantikvarieämbetet: Hjälmseryds socken Fornminnen i socknen erhålls på kartan genom att skriva in sockennamn (utan "socken") i "Ange geografiskt område"